# Виллерих
Виллерих (нем. Willerich, лат. Willericus; умер в 838) — второй епископ Бремена.

## Биография
Виллерих принадлежал к кругу самых верных учеников святого Виллегада (не исключено, что, как и учитель, приехал из Англии), так что после его смерти в 789 году стал его преемником на епископской кафедре в Бремене. Однако, фактически, он приступил к управлению епископством лишь в 804 или 805 году, так как до этого времени в Саксонии бушевали восстания против франков. Адам Бременский в труде «Деяния архиепископов гамбургской церкви» писал о нём:

 В то время бременское епископство, точно так же как и другие, как видно, бездействовало потому, что недавно обращённое племя саксов ещё не соглашалось терпеть над собой
епископскую власть, а главным образом потому, что, почти ни одного года не проводя без войны, саксы — пишут, — наконец, были до того унижены, что из тех, кто населял оба берега реки Эльбы, десять тысяч человек с жёнами и детьми переселили в область франков.
Возможно, Виллерих в 823 году вместе с Эббоном Реймсским проповедовал в Дании (такие сведения дают «Ксантенские анналы»).
Известно, что епископ Виллерих построил в городе Бремене две церкви, а кафедральный собор святого Петра сделал каменным. Он перенёс мощи своего предшественника святого Виллехада из этого собора в другое место, ведь их якобы намеревались похитить пираты.
В 829 году Виллерих присутствовал на церковном соборе в Майнце (Williricus episcopus упомянут там двадцатым).
По сообщению «Бертинских анналов» (эти сведения имеются только в одной из рукописей), в 833 году после столкновения при Ротфельде (близ города Кольмара) Виллерих остался на стороне Людовика I Благочестивого, не присягнув победителю — его старшему сыну Лотарю I.
При Виллерихе в 837 или 838 году Карл II Лысый пожаловал Бременской церкви сто дворов.
Преемником Виллериха был епископ Леудерих (838—845), а уже после него, в 848 году, Бременское епископство объединили с Гамбургским архиепископством, которое перешло под управление Ансгара.
Останки Виллериха были в 1157 году перенесены в капеллу святого Иакова около замка в городе Люнебурге.